# Конгостро
Конго́стро (ісп. Congostro) — парафія в Іспанії, в автономній спільноті Галісія, провінції Оренсе, комарці Лімія, муніципалітеті Райріс-де-Вейга. Між 1132 і 1135 роками область захопив португальський граф Афонсу I й спорудив тут Сельмеський замок. Його здобув і зруйнував леонський король Альфонсо VII.  Населення — 83 особи (2017). Патрон — Діва Марія. Також — Са́нта-Марі́ня-де-Конго́стро (ісп. Santa Mariña de Congostro)

## Пам'ятки
- Руїни Сельмеського замку.
- Замок святого Михаїла.